# Arto Bryggare
Arto Bryggare (Kouvola, 26 maggio 1958) è un ex ostacolista finlandese.

## Biografia
Ha vinto due medaglie in competizioni di livello mondiale: argento ai Campionati mondiali di Helsinki del 1983 e bronzo alle Olimpiadi di Los Angeles l'anno seguente. Vanta inoltre otto medaglie a livello continentale, tra le quali due titoli indoor sui 60 metri ostacoli.
Oggi Bryggare è un politico del Partito Socialdemocratico Finlandese .

## Palmarès
| Anno | Manifestazione  | Sede        | Evento   | Risultato | Prestazione | Note |
| ---- | --------------- | ----------- | -------- | --------- | ----------- | ---- |
| 1983 | Mondiali        | Helsinki    | 110 m hs | Argento   | 13"46       |      |
| 1984 | Giochi olimpici | Los Angeles | 110 m hs | Bronzo    | 13"40       |      |